# ENFJ

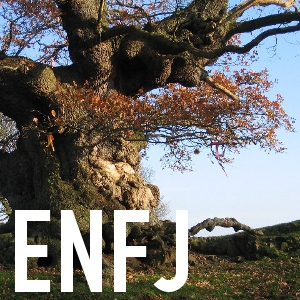
根据Myers-Briggs公司，ENFJ被称为“富同情心的辅导员”（compassionate facilitator）。

ENFJ是迈尔斯-布里格斯性格分类法（MBTI）中十六种人格类型之一:30-31，缩写意为外向（英語：Extraversion）、直觉（英語：iNtuition）、情感、判断（英語：Judging）:6，原型来自荣格类型学理论中“以情感主导的外向型”（英語：Extraverts with dominant feeling），后来由迈尔斯和布里格斯完善为“以情感主导、以直觉辅助的外向型”（英語：Extraverts with dominant Feeling and auxiliary Intuition）:22-23。
在凯尔西气质分类法中，ENFJ被称为“教育家”（英語：Teacher），属于理想主义者的四种气质之一。
综合各方统计，ENFJ类型约占人口的2-5%。

## 理论基础

### 迈尔斯-布里格斯性格分类法（MBTI）
《MBTI手冊》指出，該指標「旨在實施一種理論；因此必須理解理論才能理解MBTI」。MBTI強調天生差異的意義；其基本假設是，我們在理解自身經歷的方式上有着特定的偏好，這些偏好支撐着我們的興趣、需求、價值觀和動機。該理論的精髓是，人類的許多看似隨機變化的行為其實是相當有序而規律的，這是因為個體在「感知」和「判斷」的方式上存在根本差異。MBTI評量工具旨在幫助識別健康行為中的感知和判斷模式。
MBTI的理論基礎是瑞士精神科醫生卡爾·榮格（Carl Jung）在1921年提出的一項具影響力的理論——心理類型。榮格認為，人們使用實感、直覺、情感和思考四種主要的心理功能來體驗世界，而人在大多數時候由其中一種功能主導。綜上，榮格提出了兩對一分為二的認知功能的存在：
- 「理性」的判斷功能：思考和情感
- 「非理性」的感知功能：實感和直覺

榮格認為，對於每個人來說，每個功能都主要以內向或外向的形式表達。基於榮格的原始概念，布里格斯和邁爾斯開發了她們自己的心理類型理論，組成四個類別——外向/內向（E/I）、實感/直覺（S/N）、思考/情感（T/F）、判斷/感知（J/P）；根據MBTI的論述，每個人在每個類別中各有一個偏好的特質，形成16種獨特的類型。MBTI的16種類型由四個字母縮寫來指代，這些縮寫分別來自該類型4種偏好的英文名稱首字母，不過「Intuition」（直覺）除外，它使用縮寫「N」來將其與「Introverted」（內向）的「I」區分開來。
| MBTI的16種類型                                       |      |      |      |
| ISTJ                                                 | ISFJ | INFJ | INTJ |
| ISTP                                                 | ISFP | INFP | INTP |
| ESTP                                                 | ESFP | ENFP | ENTP |
| ESTJ                                                 | ESFJ | ENFJ | ENTJ |
| 這個類型指標由邁爾斯所創，以擴展榮格的心理類型理論。 |      |      |      |

### 凯尔西气质分类法
大衛·凱爾西（David Keirsey）在了解MBTI系統後開發了「凱爾西氣質分類法」，這四種「氣質」可追溯到古希臘的傳統。他將這些氣質映射到邁爾斯與布里格斯創建的SP、SJ、NF和NT分組，並為MBTI的16種人格類型逐個命名：
| SP組 （工匠）       | ESETIP創業者   | ISETIP手藝人 | ESEFIP表演者 | ISEFIP作詞人 |
| SJ組 （監護人）     | ESITEJ監督人   | ISITEJ調查員 | ESIFEJ供給者 | ISIFEJ保護者 |
| NF組 （理想主義者） | ENIFEJ教育家   | INIFEJ咨詢師 | ENEFIP捍衛者 | INEFIP治療師 |
| NT組 （理性主義者） | ENITEJ陸軍元帥 | INITEJ策劃人 | ENETIP發明家 | INETIP建築師 |

## 类型动力学

### 四个偏好
MBTI通過以下偏好將人們歸類：:5-7
- 能量態度（注意力方向與能量來源）：外向或內向（E/I）
- 感知功能（信息收集方式）：實感或直覺（S/N）
- 判斷功能（決策方式）：思考或情感（T/F）
- 生活態度（對待外在世界的方式）：判斷或感知（J/P）

四個字母的組合遵循E/I、S/N、T/F、J/P的順序，由此產生了16種可能的字母組合，如ESTJ、ISFP、INFJ、ENTP等16種獨特的類型:29。在MBTI的理論中，「類型」表達的信息量不只是「4個偏好」，它代表了功能（S、N、T、F）、能量態度（E、I）以及對外界的態度（J、P）之間的一組複雜的動態關係:29。根據MBTI的論述，每組二分法的兩個「偏好」類似左撇子與右撇子，人們確實會使用雙手，但通常會用喜歡的那隻手伸手，因為那樣更自然:117。更重要的是，所有偏好和類型都同樣有價值，MBTI並不顯示一個人的能力。每種人格類型都有它自己的潛在優勢，和提供機遇能讓這優勢成長的領域:52
- E——外向态度相对于内向态度（I）。偏好外向态度的人喜欢通过积极参与许多不同的活动来获取能量。他们置身人群时感到兴奋，并乐于激励他人。他们喜欢付诸行动以实现某些事情。他们通常对这个世界有归属感。当他们可以大声谈论一个问题并听取别人的意见时，通常会更好地理解它[24]。
- N——直觉功能相对于实感功能（S）。偏好直觉功能的人对外来信息的关注点侧重于印象、含义和规律。他们偏好的学习方式是思考问题，而非动手实践。他们对新事物和可能性感兴趣，因此他们更多地思考未来，而非过去。他们喜欢研究象征性事物和抽象理论，即使未知如何将其应用出来。他们对事件的记忆更多是整体印象，而不是真实发生的事实或细节[25]。
- F——情感功能相对于思考功能（T）。偏好情感功能的人相信，只要权衡大家的关切与想法，就可以做出最好的决策。他们关注价值观，思考什么对人们是最好的。他们乐于建立或维护和谐，在人际关系中给人一种有爱、温暖和圆滑的印象[26]。
- J——判断态度相对于感知态度（P）。偏好判断态度的人在他们的外在生活中使用其判断功能——思考（T）或情感（F）。他们似乎更喜欢有计划或有秩序的生活方式，喜欢把事情安排得井然有序。完成决策使他们感到更安心，并喜欢尽可能地掌控生活[27]。

### 认知功能

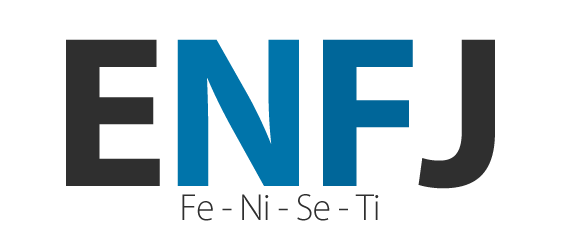
ENFJ类型的功能层级

根据类型动力学，MBTI四组偏好中4种功能（S、N、T、F）通过不同态度（E、I、J、P）进行组合和互动，最终形成“功能叠列”（英語：function stack），即完整的人格类型。在功能叠列中，4个功能根据它们的“意识”强度进行降序排列，依次为“主导”（英語：dominant）、“辅助”（英語：auxiliary）、“第三”（英語：tertiary）及“劣势”（英語：inferior）功能，即第一至第四功能。主导功能是人格类型的核心优势，辅助功能则相当于副驾驶，而第三与劣势功能的意识和发育都较少。
随着类型发育（英語：type development）的终身过程，个体将逐步获得对两个感知功能（S/N）及两个判断功能（T/F）的更大控制和熟练度。一般情况下，主导功能在7岁以前开始发育，辅助功能则在20岁以前开始发育，第三功能和劣势功能则分别出现于中年时期或更晚。
根据类型动力学，ENFJ类型的主导、辅助、第三及劣势功能（即第一至第四功能）分别为外向情感（Fe）、内向直觉（Ni）、外向实感（Se）及内向思考（Ti）。

#### 主导功能：外向情感（Fe）
外向情感（简称Fe）是偏好情感和判断类型（xxFJ）的主导或辅助功能。根据《MBTI手册》第三版，Fe的定义如下：
| 通过组织和构建环境来满足人们的需求与自己的价值观，以追求和谐:23。 |

根据德伦特博士（Dr. A.J. Drenth）的论述，Fe使用者更快地向他人寻求情感支持，因此谈论情感问题可以疗愈FJ型的人。Fe将社会规范置于自身感受之前，以确保自己融入社会环境，有助建立社会凝聚力。Fe功能擅长识别和镜射他人的情绪，又能留意并满足他人的需求，有助FJ型的人建立融洽的人际关系。学者将Fe功能描述为“联系”。
对于ENFJ型的人而言，主导功能Fe用于外向判断，意味着他们先表达后倾听，具有领导或影响他人的倾向。虽然这种控制欲未必有害，但过于武断和严厉的表达可能压倒他们追求的外在和谐。ENFJ类型善于识读和同情他人，但他们相对不善于理解自己的情感。他们追求符合社会规范的社交方式，显得友善而圆滑，渴望团结士气。ENFJ通常保持目标导向，重视人与人的交流。

#### 辅助功能：内向直觉（Ni）
内向直觉（简称Ni）是偏好直觉和判断类型（xNxJ）的主导或辅助功能。根据《MBTI手册》第三版，Ni的定义如下：
| 将能量引导向内，专注于潜意识图像、关联和规律，以此形成内在视野及洞察力:23。 |

根据德伦特博士（Dr. A.J. Drenth）的论述，Ni使用者尤其依赖视觉感官，即以图像思考，许多INJ型的人常被指具有远见和洞察力。Ni的视觉本质与Se相关，但Se协调环境的细节，而Ni更多地关注整体印象和深度洞悉。Ni功能被描述为“看见”，除了指心智的视觉化，亦指“理解”——俯瞰大局，或是看透表象。
对于ENFJ型的人而言，他们在使用主导功能Fe表达初始判断后，才使用辅助功能Ni接收其他观点，这一过程与INFJ类型相反。对ENFJ类型的人来说，Ni对事实真相的追求是次要的，他们更倾向于利用Fe实现任何特定的社交目标，例如指导、激励等。出于这些目的，ENFJ可能做出善意的伪装，因为他们可能下意识地认为，营造外在和谐可以使内在感到幸福。

#### 第三功能：外向实感（Se）
外向实感（简称Se）是偏好实感和感知类型（xSxP）的主导或辅助功能。根据《MBTI手册》第三版，Se的定义如下：
| 将能量向外引导，并通过专注于当下积累的详细而准确的感官数据，来获取信息:23。 |

根据德伦特博士（Dr. A.J. Drenth）的论述，Se功能常与五感相关，协调个体与物理环境的关系，这种动物本能可以很好地适应弱肉强食的社会。因此SP型的人充满了本能的感官欲望，喜欢新奇的感官刺激、物质享受和动作带来的快感，甚至会养成奢侈的品味，因为他们欣赏这种地位象征。综上，Se功能被描述为“体验”。
对于ENFJ型的人而言，第三功能Se使他们在物质环境、外表和味觉方面拥有高雅的品味。加上ENFJ是情感型，其Se功能尤其关注美和美学，因此他们对生活中的美（例如美术、音乐、美食、文化等）颇具品味。ENFJ类型对这些复杂品味的执着，可能使他们被视为势利的人。

#### 第四功能：内向思考（Ti）
内向思考（简称Ti）是偏好思考和感知类型（xxTP）的主导或辅助功能。根据《MBTI手册》第三版，Ti的定义如下：
| 通过深度思考并建立一套用于理解的逻辑系统，以追求内部思维的准确性和秩序:23。 |

根据德伦特博士（Dr. A.J. Drenth）的论述，逻辑推理是Ti使用者的天性，包含空间推理和运算推理。其次，逻辑思考是TP类型的第二天性，使他们能够独立地通过逻辑难题来推理，因此许多TP型（尤其是ITP型）的人是典型的“单干”型。综上，Ti功能被描述为“推理”。
对于ENFJ型的人而言，其劣势功能Ti的意识较低，使他们的独立思考和内部控制感较少。然而，ENFJ类型仍被Ti所吸引，认为整合Ti和Fe能够达到自我实现，因而有意识地开发其逻辑思考和自我意识。尽管如此，他们很可能高估自己的劣势功能，他们始终更注重他人意识而不是自我意识。因此，ENFJ类型可能会无意地试图通过Fe说服他人来获得对Ti的自信。

### 阴影功能
后来的人格类型研究者（特别是琳达·V·贝伦斯）在这个降序排列中添加了四个附加功能。这些功能被称为阴影（英語：Shadow）功能，因为一个人并不自然地倾向于它们，但在压力之下它们也会浮现。对ENFJ来说，这些阴影功能是（按次序）：
| 通过对自己和他人的内在价值观及外在行为的敏感度，寻求颇具意义且复杂的内在和谐:23。 |

| 将能量向外引导，以纵览新的想法、有趣的模式和未来的可能性:23。 |

| 向内引导能量，并存储外部现实和内部思想经验的事实与细节:23。 |

| 通过运用明晰度、目标导向和果断行动，寻求对外部环境的逻辑秩序:23。 |

## 特征
根据《MBTI手册》，以下是偏好ENFJ类型的人可能有的天赋、特质、外在评价和潜在的成长空间:64,100。
《MBTI手册》对ENFJ类型的简述如下:64：
温暖，富同理心，反应积极，有责任感。能迅速察觉他人的情绪、需求和动机。能够看到别人的潜能，并渴望协助他人开发潜能，可以是个人和团体的成长催化剂。为人忠实，积极回应赞许和批评。喜欢交际，能促进团队协作，并有着鼓舞人心的领导力。

### 天赋
偏好ENFJ类型的人非常善于觉察他人，他们以同理心来迅速理解他人的情感需求、动机和担忧。他们志在支持并激励他人的成长:100。
ENFJ型的人是友善的劝导者，往往能在兴趣和动机各不相同的人之间建立共识。他们通常是凝聚众人的催化剂，且能激发他人的最佳潜能。他们既可以是鼓舞人心的领袖，也可以是忠诚的拥护者:100。

### 特质
属于ENFJ类型的人使用他们的个人价值观做决定。他们主要在外部世界使用其情感功能，散发出温暖和能量。他们发掘别人最好的一面，重视和谐与合作。赞赏使他们感到温暖，他们会以能量和忠心作为回馈，但他们对外界的批判和人际间的紧张关系尤为敏感:100。ENFJ类型很可能是：
- 热情、富同情心和乐于支持的
- 忠诚而可靠的[2]:100

ENFJ型的人能看到意义和关联性，对他人的洞察力强。他们对新的理念具有好奇心，为有可能对人类的福祉作出贡献而感到振奋:100。ENFJ型的人可能：
- 富有想象力和创造力
- 喜欢多样性和新挑战[2]:100

ENFJ型的人能看到他人的成长潜力，并竭力助人实现成长。他们是敏锐的推进者，负责组织同事、朋友或家人之间的交流，以确保所有人都参与进来，气氛和谐，其乐融融:100。

### 外在评价
ENFJ类型的表现是朝气蓬勃、满腔热忱的。他们非常关注他人，即使是最含蓄的人也能被ENFJ真诚的关注所吸引，并融入其中。他们倾听他人、支持他人，但同时也持有明确的价值观和主张，并且会清楚地表达出来。ENFJ型的人在社交方面游刃有余，因为人际关系是他们的能量源泉。另一方面，他们也非常需要真实而亲密的人际关系，并且会付出极大的热情和精力来建立和维护这些关系:100。
ENFJ型的人喜欢有条不紊的生活，并会竭力解决那些暧昧不清的关系或局面。如果人们的需求与日程或规则相冲突，他们会把人放在第一位:100。其他人通常认为ENFJ类型是：
- 善于社交、怡人、慷慨和礼貌的
- 表达能力强、反应积极、有说服力的[2]:100

### 潜在的成长空间
有时候，生活环境并不支持ENFJ类型的人发展和表现他们的直觉（N）和情感（F）偏好:100。
- 如果ENFJ类型没有开发其直觉功能，他们可能无法看到各种可能性，未能吸收足够的信息或考虑个人价值观以外的因素，导致过快地做决定[2]:100。
- 如果ENFJ类型没有开发其情感功能，他们的决定可能反复无常或有欠完善。结果，他们可能太容易接受别人的判断[2]:100。

如果ENFJ找不到一个可以发挥其天赋并赞赏其贡献的地方，他们通常会感到沮丧:100，并可能会：
- 感到担忧、内疚和自我怀疑
- 过分执着于控制外在的和谐
- 对现实的（或是臆想的）批评过于敏感[2]:100

ENFJ类型对他们不偏好的思考（T）和实感（S）功能的关注较少，这本来是正常的:100。然而，如果他们过于忽视这些部分，他们可能会：
- 在需要逻辑思考时，仅仅基于个人价值观作出决策
- 难以承认与他们关心的人之间的问题或分歧
- 忽略实现理想所需的细节[2]:100

在庞大的压力下，ENFJ类型的人可能会突然一反常态地对他人进行批评和挑剔。他们一般不会公开表达这些负面意见，但会因此感到困扰和不安:100。

## 统计学

### 人口分布
根据心理类型应用中心（Center for Applications of Psychological Type）按美国人口类型分布的推算数据显示，ENFJ类型约占人口2-5%；性别分布方面，ENFJ在女性人口大约占3-6%，在男性人口则约占1-3%。
不过，根据大卫·凯尔西的著作《请理解我II》（英語：Please Understand Me II）所指，ENFJ所对应的气质“教育家”（英語：Teacher）只占人口约2%。

### ENFJ之最
根据《MBTI手册》第三版的研究结果，ENFJ类型在美国统计中显示出以下特殊趋势:100-102：
- 男性ENFJ是“效能”（英語：efficacy）指标中水平最高的类型之一；女性则是“效能”和“稳健”（英語：soundness）两项指标中水平最高的类型之一
- 在运用社交和认知相关的应对策略（英語：coping resources）方面表现最佳
- “对更高精神力量的信仰”排名最高
- 被心理学家评为在学校烦恼最少的两个类型之一
- 理想工作的最重要特征是“运用自己的特殊能力”
- 对现有工作的满意程度最高的类型之一

### 注脚
1. ↑  . share.themyersbriggs.com. The Myers-Briggs Company.   [2023-06-04].
2. 1 2 3 4 5 6 7 8 9 10 11 12 13 14 15 16 17 18 19 20 21 22 23 24 25 26 27 28 29 30 31 32 33 34 35 36  Myers, Isabel; McCaulley, Mary; Quenk, Naomi; Hammer, Allen.  3rd. Consulting Psychologists Press. 1998. ISBN 978-0-89106-130-4.
3. ↑  .   [2011-02-01]. （原始内容存档于2009-05-13）.
4. 1 2 3  .   [2011-02-02]. （原始内容存档于2010-10-31）.
5. 1 2  .   [2011-02-02]. （原始内容存档于2017-09-11）.
6. ↑  雪力（夏瑄澧）.  初版. 三采文化股份有限公司. 2023-03-31  [2023-07-26]. ISBN 978-626-358-056-5. （原始内容存档于2023-09-29） （中文（臺灣））.
7. ↑  . TED-Ed.   [2023-07-26]. （原始内容存档于2023-09-29） （英语）.
8. ↑  Myers et al. 1998，第1頁.
9. ↑  Psychological Testing: Principles, Applications, and Issues (2009), p. 502.
10. 1 2  . www.myersbriggs.org. Myers & Briggs Foundation.   [2023-08-22]. （原始内容存档于2023-08-04） （英语）.
11. ↑  Jung, Carl Gustav. . . Princeton University Press. 1971. ISBN 978-0-691-09770-1.
12. ↑  Berens, Linda V.; Nardi, Dario. . . Telos Publications. 2004: 3  [2023-05-25]. ISBN 978-0-9664624-2-5 （英语）. According to Jung, the goal is not to use all the functions equally well but to have one that is dominant or trusted and developed most.
13. ↑  Huber, Kaufmann & Steinmann 2017，第34頁.
14. 1 2  Myers et al. 1998，第6-7頁.
15. ↑  Myers & Myers 1995，第17頁.
16. ↑  Myers et al. 1998，第29頁.
17. ↑  . www.myersbriggs.org. Myers & Briggs Foundation.   [2023-08-06]. （原始内容存档于2023-08-07）.
18. ↑  Myers et al. 1998，第23頁.
19. 1 2  . www.myersbriggs.org. The Myers & Briggs Foundation.   [2023-05-23]. （原始内容存档于2023-06-03）.
20. ↑  . www.myersbriggs.org. Myers & Briggs Foundation.   [2023-08-06]. （原始内容存档于2023-08-04） （英语）.
21. ↑  Keirsey, David.  1st. Prometheus Nemesis Book Co. May 1, 1998 [1978]. ISBN 1-885705-02-6.
22. ↑  . The Myers & Briggs Foundation.   [2023-06-02].
23. ↑  Myers, Isabel Briggs; Mary H. McCaulley.  2nd. Palo Alto, CA: Consulting Psychologist Press. 1985. ISBN 0-89106-027-8 （英语）.
24. ↑  . www.myersbriggs.org. The Myers & Briggs Foundation.   [2023-06-04]. （原始内容存档于2021-05-10）.
25. ↑  . www.myersbriggs.org. The Myers & Briggs Foundation.   [2023-06-04]. （原始内容存档于2021-05-10）.
26. ↑  . www.myersbriggs.org. The Myers & Briggs Foundation.   [2023-06-04]. （原始内容存档于2023-05-20）.
27. ↑  . www.myersbriggs.org. The Myers & Briggs Foundation.   [2023-06-04]. （原始内容存档于2023-04-11）.
28. 1 2 3  Dr. A.J. Drenth. . Personality Junkie.   [2023-06-11]. （原始内容存档于2023-03-26）.
29. 1 2  . www.myersbriggs.org. The Myers & Briggs Foundation.   [2023-06-11]. （原始内容存档于2023-05-14）.
30. ↑  . www.myersbriggs.org. The Myers & Briggs Foundation.   [2023-06-11]. （原始内容存档于2023-05-17）.
31. 1 2 3 4 5  . Personality Junkie.   [2023-06-15]. （原始内容存档于2023-06-17）.
32. 1 2 3 4 5 6 7 8 9 10 11 12 13 14 15 16 17  . Personality Junkie.   [2023-06-07].
33. ↑  .   [2011-02-02]. （原始内容存档于2011-02-08）.
34. ↑  . www.cognitiveprocesses.com. CognitiveProcesses.   [2023-06-09]. （原始内容存档于2023-03-29） （英语）.
35. ↑  . The Myers-Briggs Foundation.   [2011-02-03]. （原始内容存档于2009-05-13）.